# Ngemsiba
Ngemsiba  est une localité du Cameroun située dans la commune d’Oku (Elak-Oku) et le département du Bui.

## Population
Lors du recensement de 2005, on a dénombré 2 086 personnes : soit 1 103 femmes et 983 hommes.